# Barrio de Guadalupe, Chalco
Barrio de Guadalupe är en ort i Mexiko, tillhörande kommunen Chalco i delstaten Mexiko. Barrio de Guadalupe ligger i den centrala delen av landet och tillhör Mexico Citys storstadsområde. Orten hade 2 136 invånare vid folkräkningen 2010.